# Neopuritanisme
El neopuritanisme és un moviment vague en reacció a la revolució sexual o l'alliberament sexual de la segona meitat del segle xx.
Segons el filòsof alemany Peter Sloterdijk, en comparació amb la situació després de la revolució del maig 1968, hi ha hagut una regressió: la joventut d'avui ja no té la mateixa llibertat que la generació anterior.
Ha estat l'actitud de l'església i dels règims totalitaris des de l'inici del moviment d'alliberament dels anys seixanta del segle xx. «Abans era la religió. Ara la ideologia» diu l'autora Angélica Liddell. El senador, catedràtic de dret canònic belga, Rik Torfs, veu un risc d'un moviment de pèndol: «de l'antiga laxitud a un neopuritanisme que redueix completament l'alliberament sexual dels anys seixanta i setanta». S'observa en la crida de certs de publicar versions purgades de clàssics de la literatura, una nova forma de censura, o la prohibició de cançons al carnaval, festa irreverent per definició, que recorda temps foscs de franquisme quan s'havia de presentar la lletra abans de publicar-la o donar un concert. El filòsof alemany Alexander Grau parla d'«hipermoralisme» i «d'una minoria de guardians puritans de la virtut que triomfa sobre la majoria de ciutadans que simplement volen la seva diversió inofensiva».
| «                                       | Hem passat de l'ingenu interdit d'interdire («prohibit de prohibir») del Maig del 68 a prohibir i censurar fàcilment pel bé de la nova i sana moral del segle xxi. | » |
| — Pep Andreu Buch, El Punt, 5 maig 2009 | |   |

## Història
La nova paranoia sexual neopuritana va emergir a partir dels anys 80 del segle xx quan es va preconitzar en certs cercles l'abstinència com a remei contra epidèmia de la SIDA i la llibertat sexual com la principal causa. Als Estats Units, el neopuritanisme es va popularitzar durant els anys 80 i 90 amb el moviment conservador liderat per figures com Pat Robertson, Jerry Falwell i la Coalició Cristiana. El 1994, el govern nord-americà va subvencionar la campanya iniciada per una església evangelical conservadora True Love Waits («L'amor de veritat sap esperar») per promoure l'educació a l'abstinència sexual. Van preconitzar l'abstinència sexual total abans de casar-se com un remei de prevenció de malalties de transmissió sexual que els promotors venen com un millor remei que les pràctiques de sexe segur. Recerques científiques van provar que els programes que només preconitzen abstinència falleixen i formen una amenaça la vida i els drets humans de salut i informació.
El moviment va trobar un nou impuls en l'era post-Weinstein i el moviment Me Too que a partir de reals casos d'abús de poder i sexual, va intentar culpabilitzar qualsevol seducció o trobada eròtica entre dues persones. Pot haver-hi una deriva puritana quan es prohibeix a priori, en nom d'una fe o d'un feminisme, que un adult digui a una altra persona que li agradi. Un centenar de dones prominents franceses, com ara Catherine Deneuve, Élisabeth Lévy, Catherine Millet i Sophie de Menton, el 2018 van publicar al diari Le Monde un manifest per defensar la llibertat sexual i «el dret de tirar l'ham», hi diuen molt clar: «La violació és un delicte. Però el coqueteig insistent o maldestre no és un delicte, ni la galanteria ipso facto una agressió masclista.» i actuen contra les exageracions que al seu parèixer han seguit l'afer Weinstein i l'acció me too. Un altre de grup de feministes va reaccionar amb un contramanifest en el qual tracten les primeres de retrògrades. El neopuritanisme tendeix a un cert maniqueisme que no esguarda el terreny gris entre el coqueteig i l'assetjament.
Un grup com Arran pretén que «L’amor romàntic és un model que té com a objectiu la reproducció. En concret, és una eina més al servei del patriarcat capitalista per mantenir-nos a les dones en el rol d’objectes al seu servei.» Es continua en una censura de paraules de tota la vida com «negre» que s'haurien de reemplaçar per paraules «neutres», com qué ‘negre’ tindria una connotació racista, tot i en expressions com «punt negre» per indicar els trams de carreteres on hi ha molts accidents. Noah Rothman, un escriptor nord-americà, parla d'una «guerra dels progressistes contra l'alegria».